# Eulepidotis fortissima
Eulepidotis fortissima là một loài bướm đêm trong họ Erebidae.